# La part positiva de les coses

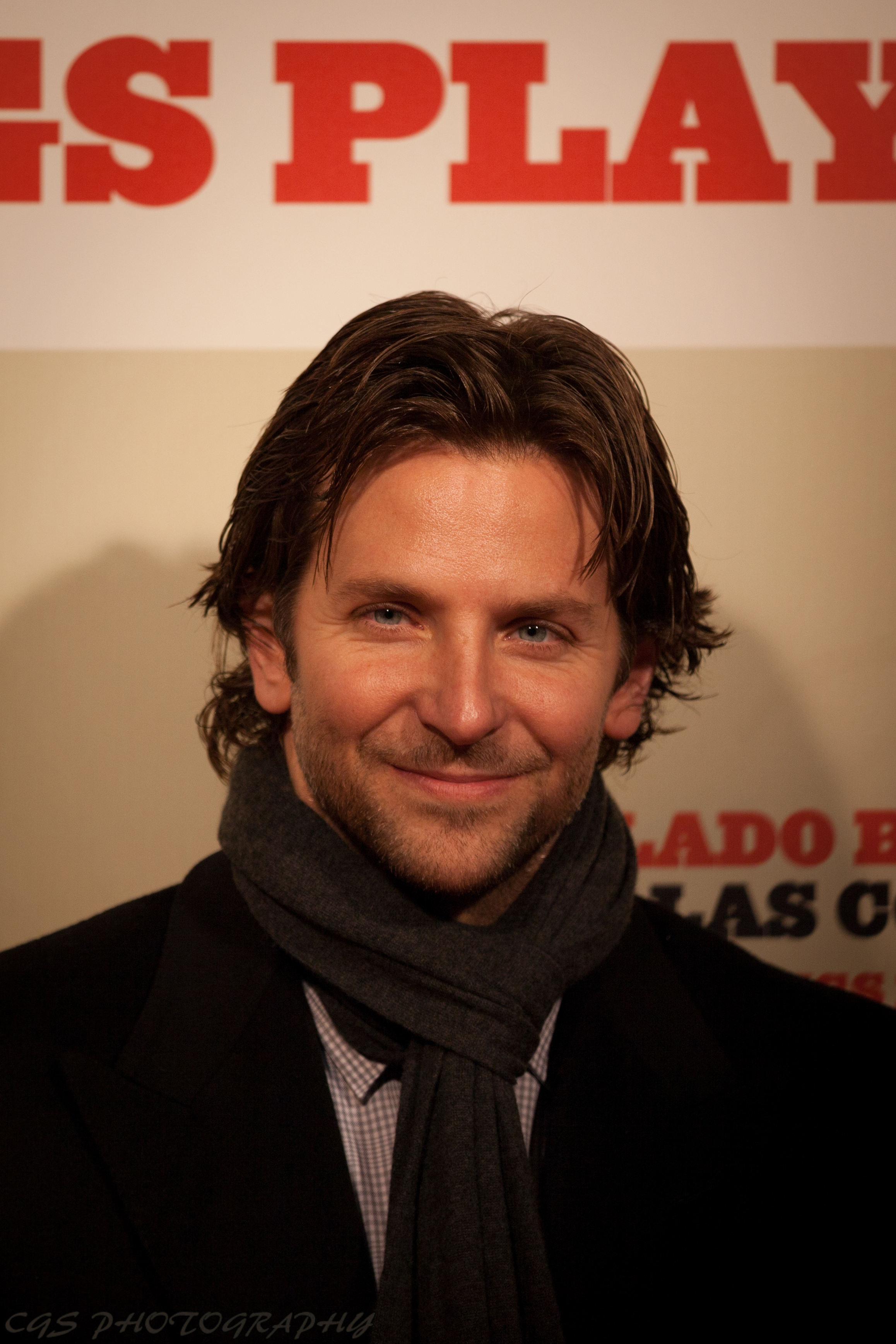
Fotografia de Bradley Cooper.

La part positiva de les coses (títol original en anglès, Silver Linings Playbook) és una pel·lícula dramàtica del gènere comèdia romàntica estatunidenca del 2012, dirigida per David O. Russell, amb guió de Russell, adaptada de la novel·la The Silver Linings Playbook, de Matthew Quick. La pel·lícula la protagonitzen Bradley Cooper i Jennifer Lawrence, amb Robert De Niro, Jacki Weaver, Anupam Kher, Julia Stiles y Chris Tucker en papers secundaris.
La part positiva de les coses va estrenar-se en el Festival Internacional de Cinema de Toronto el 8 de setembre de 2012, i als cinemes dels Estats Units el 16 de novembre del mateix any. Jennifer Lawrence va endur-se el premi Oscar 2013 a la millor actriu pel seu paper com a Tiffany Maxwell.

## Argument
Després de passar vuit mesos en una institució mental per agredir l'amant de la seva dona, Pat (Bradley Cooper) torna sense res a viure a casa dels seus pares (Robert De Niro i Jacki Weaver). Determinat a tenir una actitud positiva i recuperar la seva ex-dona, el món de Pat comença a trontollar quan coneix Tiffany (Jennifer Lawrence), una noia també amb problemes mentals i amb no gaire bona fama al barri. Malgrat la seva mútua desconfiança inicial, entre ells aviat es desenvoluparà un vincle molt especial que els ajudarà a trobar en les seves vides el costat positiu de les coses.

## Repartiment
- Bradley Cooper: Patrick "Pat" Solitano Jr.
- Jennifer Lawrence: Tiffany Maxwell
- Robert De Niro: Patrizio "Pat Sr." Solitano
- Jacki Weaver: Dolores Solitano
- Chris Tucker: Danny McDaniels
- Julia Stiles: Veronica Maxwell
- Anupam Kher: Dr. Cliff Patel
- Brea Bee: Nikki Solitano
- Shea Whigham: Jake Solitano
- John Ortiz: Ronnie
- Paul Herman: Randy
- Dash Mihok: Policia Keogh

## Premis i nominacions

### Premis
- 2013: Oscar a la millor actriu per Jennifer Lawrence
- 2013: Globus d'Or a la millor actriu musical o còmica per Jennifer Lawrence
- 2013: BAFTA al millor guió adaptat per David O. Russell

### Nominacions
- 2013: Oscar a la millor pel·lícula
- 2013: Oscar al millor director per David O. Russell
- 2013: Oscar al millor actor per Bradley Cooper
- 2013: Oscar al millor actor secundari per Robert De Niro
- 2013: Oscar a la millor actriu secundària per Jacki Weaver
- 2013: Oscar al millor guió adaptat per David O. Russell
- 2013: Oscar al millor muntatge per Jay Cassidy i Crispin Struthers
- 2013: Globus d'Or a la millor pel·lícula musical o còmica
- 2013: Globus d'Or al millor actor musical o còmic per Bradley Cooper
- 2013: Globus d'Or al millor guió per David O. Russell
- 2013: BAFTA al millor actor per Bradley Cooper
- 2013: BAFTA a la millor actriu per Jennifer Lawrence